# Ana Amália da Prússia
Ana Amália da Prússia (em alemão: Anna Amalie von Preußen; Berlim, 9 de novembro de 1723 — 30 de março de 1787) foi uma compositora alemã, abadessa da Abadia de Quedlimburgo e uma princesa da Prússia, filha do rei  Frederico Guilherme I da Prússia e da rainha consorte Sofia Doroteia de Hanôver.

## Biografia

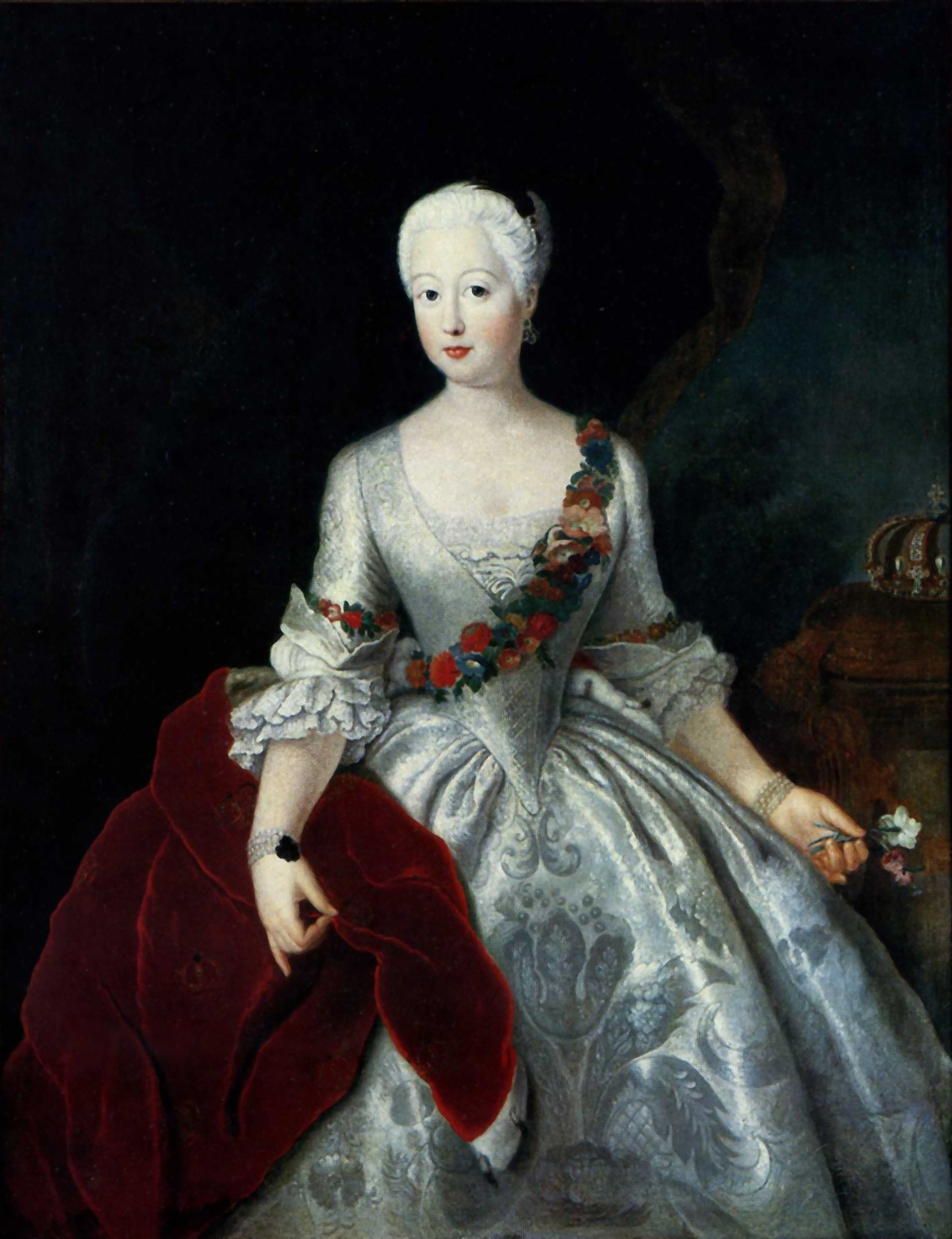
Ana na sua juventude

Ana Amália foi a décima segunda descendente do rei Frederico Guilherme I da Prússia(1688-1740).  Sua mãe era filha do rei Jorge I da Grã-Bretanha. Seus irmãos incluíam o famoso rei prussiano Frederico II, o Grande (1712-1786) e a rainha da Suécia, Luísa Ulrica.
Ana Amália teve uma infância infeliz. Sabe-se que Frederico Guilherme demonstrou grande crueldade com seus filhos e filhas, chegando a arrastar a pequena Ana Amália pelos cabelos. Aos sete anos, a menina fez uma tentativa frustrada de fugir de casa, aparentemente após uma das humilhações do pai.
Em 1744, Ana Amália foi eleita co-adjunta da então abadessa de Quedlimburgo, Maria Isabel de Eslésvico-Holsácia-Gottorp, uma posição que lhe permitiu continuar a viver na sua casa em Berlim. Quando ela morreu em 1755, ela assumiu o comando desta rica abadia protestante, que havia sido duramente atingida após a Guerra dos Sete Anos.

## Atividade Musical
Ana Amália tinha uma grande paixão pela música. Este foi o seu consolo e uma das suas únicas fontes de felicidade. No entanto, Frederico Guilherme não suportou, então proibiu seus filhos e filhas de tocar instrumentos ou ter qualquer coisa a ver com essa arte. Por isso, até a morte do pai, a jovem só conseguiu aprender graças à ajuda clandestina da rainha Sofia Doroteia, que permitiu que Ana Amália e seu irmão, Federico, tivessem acesso a aulas de flauta. Em 1740, após a morte do rei, Ana Amália também começou a aprender cravo, flauta e violino.
Frederico II, o Grande, tinha uma atitude completamente oposta à música, investindo generosas somas de dinheiro nela. Anna Amalia pôde finalmente assistir a apresentações de ópera italiana e estudou com o organista Gottlieb Hayne. Em 1758 ele começou seus estudos sérios em composição, recebendo aulas de teoria musical e harmonia do novo Kapellmeister, Johann Kirnberger.
A coleção de peças de autores como J.S.Bach, Palestrina, Handel, Telemann ou C.P.E.Bach que Ana Amália prezou constitui um legado de grande valor e permitiu preservar um bom número de obras de património musical antigo para a posteridade. Hoje, o que resta dessa coleção está alojado na Biblioteca Estatal de Berlim.
Entre as obras que ela mesma compôs está a Sonata para flauta e baixo contínuo em F M (1771), que mostra um estilo galante muito distante do contraponto mais tradicional de seus coros e corais.

## Relação com Frederick von der Trenck
No casamento de sua irmã, em julho de 1744, Amalie teria conhecido o Barão Friedrich von der Trenck, que daí resultou uma relação íntima não é historiograficamente verificável. A base para esta história é, acima de tudo, as memórias às vezes extremamente arrogantes de Trenck. No entanto, uma carta recém-descoberta de Trenck de 1787 parece indicar pelo menos uma grande intimidade entre ele e a princesa.  Até a década de 1920, havia um boato de que Amalia Schönhausen era filha dos dois. Isso agora é considerado refutado. Trenck foi preso em 1745 e levado sem acusação para a fortaleza de Glatz, no Condado de Glatz, presumivelmente porque Frederico II suspeitava de contatos de espionagem com seu parente, o coronel Panduren Franz Freiherr von der Trenck, que estava a serviço da Áustria. Amália nunca se casou, e nos anos seguintes – como foi amplamente divulgado pelos cronistas da corte – seu comportamento tornou-se cada vez mais desequilibrado, opinativo e rancorosamente sarcástico.